# Imjingak
Imjingak (korejsko 임진각; handža: 臨津閣, izgovorjeno Im-jin-gak), včasih imenovan tudi letovišče Imjingak, je park na bregovih reke Imdžin ob tirih nekdanje železniške proge Gjongui zunaj mesta Padžu v Južni Koreji. V parku je veliko kipov in spomenikov, povezanih s korejsko vojno. Na voljo so tudi restavracija, razgledna ploščad, bazen v obliki Korejskega polotoka in celo majhen zabaviščni park.
Park je bil zgrajen leta 1972 v tolažbo tistim z obeh strani, ki se zaradi delitve Koreje ne morejo vrniti v svoje domače kraje, prijateljem in družinam, in trenutno letno sprejme približno 1,2 milijona obiskovalcev.
V Imjingaku leži Most svobode. Prečka reko Imdžin in je nekdanji železniški most, ki so ga uporabljali repatrirani vojni ujetniki/vojaki, ki so se vračali s severa. Bolj znan pa je po tem, da je do leta 1998 služil kot edina izhodna točka iz Južne Koreje v demilitarizirano območje, razen mostu Liberty (ki ga je nadzorovala južnokorejska vojska), in kot edina neposredna povezava s Camp Greavesom, Zvonom svobode in Panmundžomom. Tega ne smemo zamenjevati z mostom svobode, ki je zgolj dostopni most do glavnega razpona, ki je omogočal prehod enosmernega prometa proti jugu, medtem ko je promet proti severu čakal na svoj prehod; zdaj prečka potok ob reki Imdžin in se povezuje z železnico sever-jug.

## Spomeniki in obeležja

### Spomenik Druge pehotne divizije
2. pehotna divizija (2ID) je bila prva večja ameriška enota, ki je 23. julija 1950 dosegla Korejo iz celinskih Združenih držav. 2ID je zamenjala 540-člansko enoto 24. pehotne divizije, ki se je mesec dni prej takoj napotila iz letalske baze Itazuke na Japonskem, in se kmalu znašla v 16-dnevnem spopadu s Korejsko ljudsko armado (KPA), v katerem naj bi se uradniki, orkestri, tehnično in oskrbovalno osebje divizije pridružili boju za obrambo pred napadalci, kar je sčasoma prisililo sile KPA k umiku.
2. pehotna divizija je edinstvena po tem, da je edina divizija ameriške vojske, ki jo delno sestavljajo južnokorejski vojaki, imenovani KATUSA (korejska dopolnitev ameriške vojske). Med korejsko vojno je v ameriških silah služilo približno 27.000 pripadnikov KATUSA.
2ID je še vedno nameščen v Koreji, kjer je njena trenutna glavna naloga obramba Južne Koreje, v Koreji pa je nameščenih 10.000 vojakov, kar predstavlja približno 35 % osebja ameriških sil v Koreji.
Spomenik 2ID v Imjingaku je posvečen vsem pogumnim možem 2ID, ki so žrtvovali svoja življenja za Korejo.

### Spomenik 187. zračnodesantnemu "Rakkasancem"
Predna četa 3. bataljona 187. pehotnega polka Rakkasancev je bila prva, ki je prispela v Korejo, na letališče Kimpo 23. septembra 1950, kjer je bila pod operativnim nadzorom Prve divizije marincev. 187. polk je 23. marca 1951 vodil drugi in zadnji padalski napad v Koreji v okviru operacije Tomahawk.
Med korejsko vojno so trije člani polka prejeli medaljo časti: Lester Hammond ml., Rodolfo P. Hernandez in Richard G. Wilson.

### Spomenik Čamorjem z Guama
Med korejsko vojno je v ameriški vojski služilo približno 1000 Guamcev, pri čemer je 20 Čamorjev podalo največjo žrtev.
Spomenik Čamorjem z Guama v Imjingaku obeležuje njihovo žrtev z enakim spomenikom v Hagåtñi na Guamu.

### Spomenik japonsko-ameriškim veteranom korejske vojne
Podobno kot v drugi svetovni vojni se je veliko japonskih Američanov pridružilo svojim rojakom in se prostovoljno javilo za služenje v korejski vojni. Korejska vojna je bila prvič, da vojaki niso bili več ločeni po rasi, japonski Američani pa so se združili z angloameriškimi, afroameriškimi, latinskoameriškimi in južnokorejskimi vojaki v integriranih enotah.
Združenje japonsko-ameriških veteranov korejske vojne je 24. maja 1997 v znak priznanja njihovim prizadevanjem postavilo spomenik, na katerem so navedena imena 255 japonskih Američanov, ki so bili ubiti v korejski vojni.
Uradne otvoritvene slovesnosti leta 2001 se je udeležilo več kot 300 ljudi, med njimi 112 japonsko-ameriških veteranov korejske vojne, njihove družine, prijatelji, različni korejski zvezni, državni in lokalni vladni subjekti, predstavniki ameriške vlade, mediji ter poveljnik, orkester in osebje 2. pehotne divizije ameriške vojske.

### Mangbaedan
Mangbaedan je spomenik, ki razseljenim osebam, katerih domači kraji so v Severni Koreji, omogoča, da se med kulturnimi dogodki, kot sta novo leto in Čuseok (korejski festival sredi jeseni, ki običajno vključuje izkazovanje spoštovanja starejšim in prednikom), priklonijo svojim staršem ali družini v Severni Koreji v znak spoštovanja. Ta spomenik hrani veliko žalostnih spominov na ločene družine med korejsko vojno.

### Spomenik ameriškim silam v korejski vojni
Južnokorejsko ministrstvo za obrambo je zgradilo spomenik ameriškim silam v spomin na plemenite žrtve in dosežke ameriških vojakov ter v spomin na 37.000 umrlih Američanov in 8.100 izgubljenih in vojnih ujetnikov, ki so dali vse od sebe v obrambi korejskega ljudstva.
Skulpture trikotne oblike, zgrajene 3. oktobra 1975, simbolizirajo medsebojno podporo vojske, marincev, letalstva in pomorskih sil, kamen v središču pa simbolizira, da vsi državljani Južne Koreje ohranjajo duh tistih, ki so dali svoja življenja v vojni.

### Vlak miru
Zadnji vlak, ki je prečkal mejo med Severno in Južno Korejo, vojaški transport, ki je dostavljal zaloge silam ZN po MacArthurjevem prodoru v notranjost leta 1950, je 31. decembra 1950 obtičal na postaji Hanpo v Hvanghe-du v današnji Severni Koreji zaradi kitajskih vojakov pred njim. Ker se ni mogel obrniti, je sprevodnik poskušal vlak spustiti nazaj v Munsan, vendar so ga ustavili ameriški vojaki, ki so se odločili, da namesto da bi tvegali, da bi vlak padel v roke Severne Koreje, dobijo ukaz, naj vlak uničijo. Lokomotiva je bila razreda KNR Mateo1.
Zarjavelo, s kroglami in granatami prepredeno lokomotivo najdete v parku Imjingak, blizu uničenega železniškega mostu Dokgae, ki prečka reko Imdžin. Leta 2004 je bila zarjavela lokomotiva registrirana kot kulturna dediščina in je vizualni opomnik na to, kako dolgo je bila meja zaprta, v upanju, da bodo vlaki spet prosto prečkali mejo.